# Lajoie Dam
Lajoie Dam är en dammbyggnad i Kanada.   Den ligger i provinsen British Columbia, i den sydvästra delen av landet, 3 500 km väster om huvudstaden Ottawa. Lajoie Dam ligger 766 meter över havet. Den ligger vid sjön Downton Lake.
Terrängen runt Lajoie Dam är bergig söderut, men norrut är den kuperad. Lajoie Dam ligger nere i en dal. Trakten runt Lajoie Dam är nära nog obefolkad, med mindre än två invånare per kvadratkilometer..
I omgivningarna runt Lajoie Dam växer i huvudsak barrskog.